# Fredric Söderhielm
Fredric Niclas Söderhielm, född 3 augusti 1802 på Tolvfors bruk, Valbo socken, Gävleborgs län, död 31 oktober 1864 på Tolvfors bruk, var en svensk major och tecknare.
Han var son till bruksägaren Carl Gustaf Söderhielm och Anna Magdalena Murberg. Söderhielm blev fänrik vid andra livgardet 1819 och slutade sin militära karriär med majors avsked 1837. Omkring 1810 och 1820 utförde han två lavyrer av Tolvfors bruk som numera ingår i Jernkontorets samlingar.